# Ibervillea millspaughii
Ibervillea millspaughii là một loài thực vật có hoa trong họ Cucurbitaceae. Loài này được (Cogn.) C. Jeffrey mô tả khoa học đầu tiên năm 1978.